# Сент-Мартін (Огайо)
Сент-Мартін (англ. St. Martin) — переписна місцевість (CDP) в США, в окрузі Браун штату Огайо. Населення — 200 осіб (2020).

## Географія
Сент-Мартін розташований за координатами 39°12′53″ пн. ш. 83°53′15″ зх. д. / 39.21472° пн. ш. 83.88750° зх. д. (39.214811, -83.887616).  За даними Бюро перепису населення США в 2010 році переписна місцевість мала площу 2,83 км², уся площа — суходіл. В 2017 році площа становила 5,02 км², уся площа — суходіл.

## Демографія
Згідно з переписом 2010 року, у селищі мешкало 129 осіб у 47 домогосподарствах у складі 36 родин. Густота населення становила 46 осіб/км².  Було 50 помешкань (18/км²).
Расовий склад населення:
| - 99,2 % — білих |

До двох чи більше рас належало 0,8 %. Частка іспаномовних становила 0,0 % від усіх жителів.
За віковим діапазоном населення розподілялося таким чином: 19,4 % — особи молодші 18 років, 65,1 % — особи у віці 18—64 років, 15,5 % — особи у віці 65 років та старші. Медіана віку мешканця становила 49,2 року. На 100 осіб жіночої статі у селищі припадало 95,5 чоловіків;  на 100 жінок у віці від 18 років та старших — 96,2 чоловіків також старших 18 років.
Медіана доходів становила 41 199 доларів для чоловіків та 44 333 долари для жінок. За межею бідності перебувало 8,4 % осіб, у тому числі 0,0 % дітей у віці до 18 років та 24,1 % осіб у віці 65 років та старших.
Цивільне працевлаштоване населення становило 229 осіб. Основні галузі зайнятості: освіта, охорона здоров'я та соціальна допомога — 21,0 %, роздрібна торгівля — 14,8 %, виробництво — 14,4 %.